# Redigobius bikolanus
Redigobius bikolanus é uma espécie de peixe da família Gobiidae.
Pode ser encontrada nos seguintes países: Austrália, Camboja, Indonésia, Japão, Madagáscar, Malásia, Nova Caledónia, Papua-Nova Guiné, as Filipinas, Seychelles, África do Sul e Taiwan.